# Bornholms Middelaldercenter
Bornholms Middelaldercenter är ett upplevelsecentrum och friluftsmuseum med inriktning på medeltiden i Østerlars på Bornholm, omkring 500 meter från Østerlars kyrka.
Upplevelsescentrum består bland annat av en stormansgård, som nås genom en av de två huvudgrindarna som leder till ett högt vakttorn och ett par angränsande byggnader. Runt om stormansgården löper träpalissader med en gång för skyttar. Från vakttornet i mitten kan Østerlars rundkirke och kusten vid Gudhjem ses.
Nedanför stormansgården finns en smedja, en väderkvarn och några små ekonomibyggnader för jordbruk med husdjur från lantraser.
Under högsäsong anordnas aktiviteter för besökare, där det är möjligt att bland annat slåss med svärd och vara med om att en medeltidskanon avfyras.